# Денят на Страшния съд (кеч)
 Тази статия е за кеч турнира.  За християнската концепция вижте Страшен съд.  
Денят на Страшния съд е бивш кеч pay-per-view турнир.
Провежда се през май от професионалната кеч компания WWE, намираща се в щата Кънектикът, САЩ. Събитието е създадено през 1998 г., когато първия турнир е продуциран като турнир Във вашия дом през октомври същата година. Събитието е заместено през 1999 от турнира На ръба, в което Оуен Харт почина. Събитието е възстановено през 2000 и става ежегоден турнир на WWE. За да наблегнат на разширяването на марките, събитието става турнир на Разбиване през 2004. През 2007, след КечМания 23, турнирите на Разбиване и Първична сила се прекратяват. Последния турнир се провежда през 2009, след което е заместен от Отвъд предела през 2010.

## История
Денят на Страшния съд е pay-per-view (PPV) турнир, включващ главен мач и мачове преди него, които включват титли или други условия. Първия турнир първоначално е продуциран като турнир Във вашия дом от World Wrestling Federation (WWF), бившото име на WWE. Турнира е наречен Денят на Страшния: Във вашия дом. Провежда се на 18 октомври 1998 и се излъчва на живо по PPV. През 1999 Денят на Страшния съд е заместен от На ръба, в който почива Оуен Харт. През 2000 става ежегоден турнир – продукцията на турнири Във вашия дом спира.
През 2002, WWF получава съдебна заповед да смени името си, сменяйки го на WWE. По-късно същата година, WWE провежда жребия, разделящ състава им на 2 шоута - Първична сила и Разбиване., и ECW през 2006. Преди жребият, мачовете включват кечисти без ограничения: след жребият, мачовете вклчват кечисти само от съответната мачрка. Първият турнир Ответен удар, продуциран от WWE и с ограничения в състава, е Денят на Страшния съд 2003, провеждащ се на 27 април. П0-късно през 2003, WWE обявяват, че турнирите, с изключение на КечМания, Лятно тръшване, Сървайвър и Кралски грохот стават турнири на една от марките; Ответен удар става турнир на Разбиване. След три години продуциран като такъв турнир, Денят на Страшния съд 2006 е последния турнир Ответен удар на една марка, след като WWE обявяват, че турнирите ще включват всичките три марки на WWE.
Всеки турнир Денят на Страшния съд се води в закрити арени, общо 11, проведени в Съединените щати.

## Дати и места
██ Турнир на Разбиване
| №  | Име                                  | Дата        | Град                     | Място                        | Главен мач                                                  |
| -- | ------------------------------------ | ----------- | ------------------------ | ---------------------------- | ----------------------------------------------------------- |
| 1  | Денят на Страшния съд: Във вашия дом | 18 октомври | Роузмънт, Илинойс        | Rosemont Horizon             | Гробаря срещу Кейн1                                         |
| 2  | Денят на Страшния съд (2000)         | 21 май      | Луисвил, Кентъки         | Freedom Hall                 | Скалата срещу Трите Хикса в мач Железния човек1             |
| 3  | Денят на Страшния съд (2001)         | 20 май      | Сакраменто, Калифорния   | ARCO Arena                   | Ледения Стив Остин срещу Гробаря в мач без ограничения1     |
| 4  | Денят на Страшния съд (2002)         | 19 декември | Нашвил, Тенеси           | Gaylord Entertainment Center | Холивуд Хоуган срещу Гробаря2                               |
| 5  | Денят на Страшния съд (2003)         | 18 май      | Шарлът, Северна Каролина | Charlotte Coliseum           | Брок Леснар срещу Грамадата мач с носилки3                  |
| 6  | Денят на Страшния съд (2004)         | 16 май      | Лос Анджелис, Калифорния | Staples Center               | Еди Гереро срещу Джон „Брадшоу“ Лейфилд3                    |
| 7  | Денят на Страшния съд (2005)         | 22 май      | Минеаполис, Минесота     | Target Center                | Джон Сина срещу Джон „Брадшоу“ Лейфилд в мач „Предавам се“3 |
| 8  | Денят на Страшния съд (2006)         | 21 май      | Финикс, Аризона          | US Airways Center            | Рей Мистерио срещу Джон „Брадшоу“ Лейфилд4                  |
| 9  | Денят на Страшния съд (2007)         | 20 май      | Сейнт Луис, Мисури       | Scottrade Center             | Джон Сина срещу Великият Кали3                              |
| 10 | Денят на Страшния съд (2008)         | 18 май      | Омаха, Небраска          | Qwest Center Omaha           | Трите Хикса срещу Ренди Ортън в мач в Стоманена клетка3     |
| 11 | Денят на Страшния съд (2009)         | 17 май      | Роузмънт, Илинойс        | Allstate Arena               | Острието срещу Джеф Харди4                                  |

Мач за:
1↑Титлата на WWF;
2↑Безспорната титла на WWE;
3↑Титлата на WWE;
4↑Световната титла в тежка категория

## Изтоници
1. ↑  Pay-Per-View Calendar //   World Wrestling Entertainment.  Архивиран от оригинала на 2011-02-27. Посетен на 26 октомври 2009.
2. 1 2  World Wrestling Federation Entertainment Drops The F To Emphasize the E for Entertainment //   World Wrestling Entertainment, 6 май 2002.  Архивиран от оригинала на 2009-01-19. Посетен на 13 юли 2008.
3. ↑  Powell, John. Backlash: Austin wins, Stephanie abducted //   SLAM! Sports, 26 април 1999.  Архивиран от оригинала на 2012-07-16. Посетен на 3 юли 2009.
4. ↑  WWE Entertainment To Make RAW and SMACKDOWN Distinct Television Brands //   World Wrestling Entertainment, 27 май 2002.  Архивиран от оригинала на 2014-10-17. Посетен на 13 юли 2008.
5. ↑  WWE Launches ECW as Third Brand //   World Wrestling Entertainment, 25 май 2006.  Архивиран от оригинала на 2012-09-03. Посетен на 13 юли 2008.
6. ↑  Powell, John. Goldberg suffers Backlash //   SLAM! Sports, 28 април 2003.  Архивиран от оригинала на 2012-07-17. Посетен на 3 юли 2009.
7. ↑  WWE Backlash //   The History of WWE. Посетен на 23 август 2009.
8. ↑  Mooneyham, Mike. WWE entering risky pay-per-view realm. //   The Post and Courier, 15 юни 2003. Посетен на 21 август 2009.
9. ↑  WWE Pay-Per-Views To Follow WrestleMania Formula //   World Wrestling Entertainment, 14 март 2007.  Архивиран от оригинала на 2014-10-06. Посетен на 13 юли 2008.